# Seneca morente
Il Vecchio pescatore, anche noto come Seneca morente, è una statua realizzata in marmo nero ed alabastro, copia romana del II secolo di un originale ellenistico; la figura è posizionata su di un supporto, di età moderna, a forma di bacino, in breccia purpurea. L'insieme della statua e del bacino raggiungono l'altezza di 1,83 metri.

## Storia
Rinvenuta a Roma, l'opera è inizialmente menzionata nel 1599 all'interno della collezione della famiglia Altemps; successivamente viene acquistata dal cardinale Scipione Borghese, per poi far parte della collezione Borghese fino al 1807, quando Camillo II Borghese vendette la statua a Napoleone Bonaparte, che la collocò al Museo del Louvre (attualmente si trova nella Salle du Manège).

## Descrizione
Il soggetto della statua è identificato come Seneca, precettore dell'imperatore Nerone e costretto al suicidio, anche se con buone probabilità si tratta della rappresentazione di un pescatore, soggetto tipico della statuaria di epoca ellenistica.
L'opera, ampiamente restaurata, fu posizionata su di una superficie color rosso sangue di un catino realizzato in breccia purpurea.
Nel corso del tempo ha conosciuto grande notorietà: Rubens, ad esempio, la considerò riferimento per diverse versioni - con diversi gradi di somiglianza alla scultura - per la realizzazione della sua Morte di Seneca, di cui se ne conservano una al Museo del Prado di Madrid ed un'altra presso l'Alte Pinakothek di Monaco di Baviera. Al Louvre, inoltre, si trova una tela di Luca Giordano del 1684 che riprende lo stesso tema, elaborandolo tuttavia attraverso uno schema differente e posizionando Seneca di profilo.

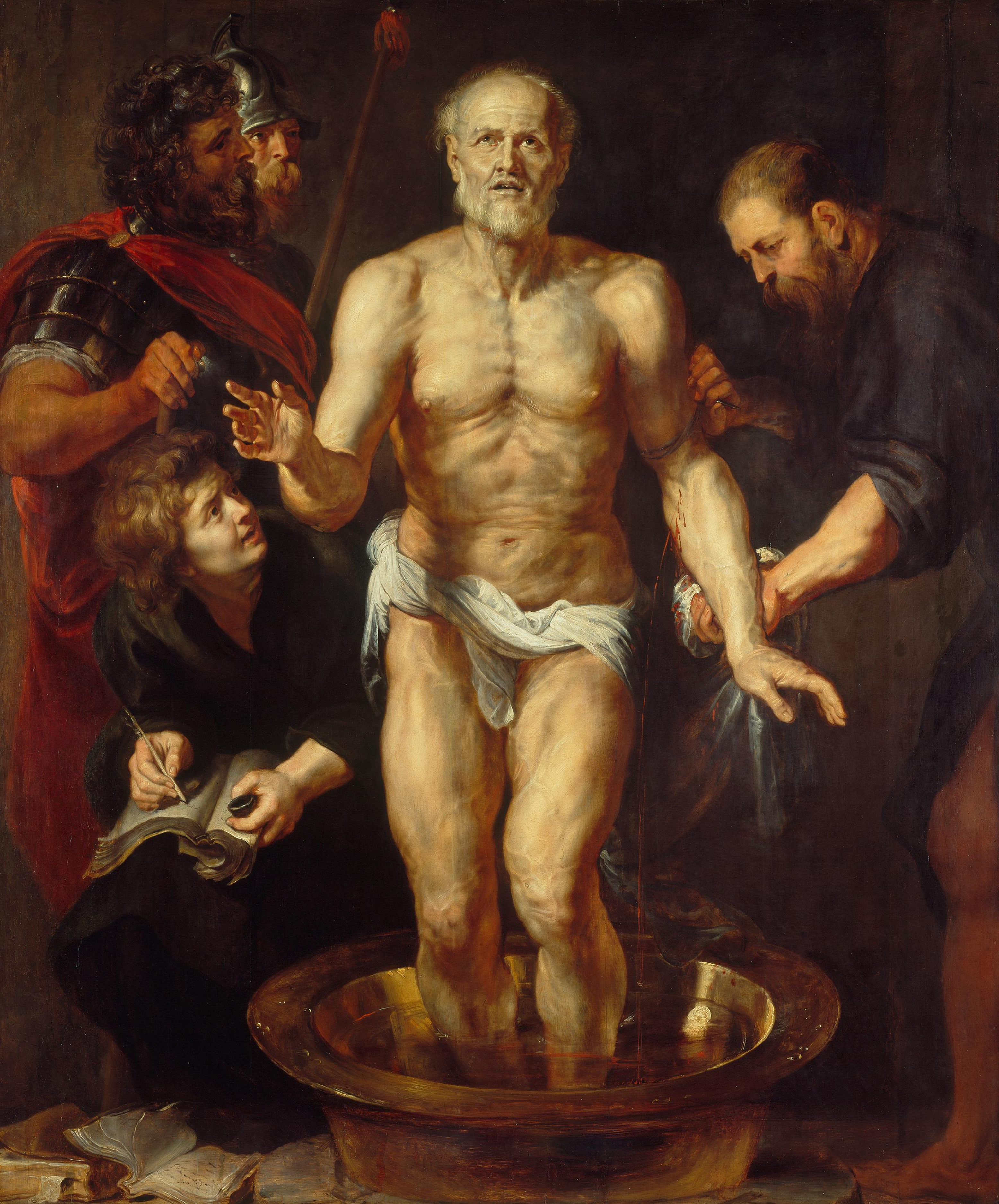
Peter Paul Rubens, La morte di Seneca, 1612, Alte Pinakothek, Monaco di Baviera.
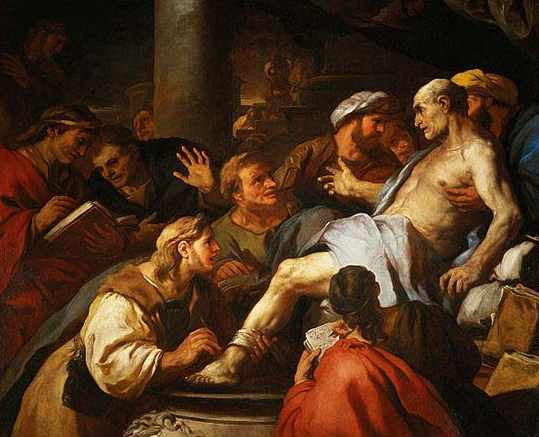
Luca Giordano, La morte di Seneca, 1684, Museo del Louvre.

## Altre versioni
| Immagine | Descrizione |
| -------- | --- |
|          | Torso di un vecchio pescatore Torso di una statua in marmo. Copia di un originale ellenistico di età alessandrina (220-200 a.C.), trovata nella zona dell'Acradina, nei pressi di un'abitazione privata. Vecchio pescatore raffigurato presumibilmente mentre trasporta un cesto di pesci. Museo archeologico regionale Paolo Orsi, Siracusa. |
|          | Torso di un vecchio pescatore Torso di una statua in marmo. Altes Museum, Berlino. |